# Флеминг (регион)
Флеминг (нем. Fläming) — холмистый район в восточной Германии, севернее и восточнее средней Эльбы, а также культурно-историческая область.

## География
Расположен на юго-западе федеральной земли Бранденбург и востоке федеральной земли Саксония-Ангальт. Растянулся более чем на 100 км на территории восточнее Магдебурга и до Даме, с юго-востока на северо-запад. Ширина Флеминга от 30 до 50 км. В районе городов Бельциг и Ютербог регион делится на Верхний Флеминг (на западе) и Нижний Флеминг (на востоке). Наивысшая точка над уровнем моря — 201 м — в Хагельберге (Верхний Флеминг).
Холмы Флеминга были образованы в ледниковый период. Почвы песчаные, малоблагоприятные для земледелия. Регион Флеминг слабозаселён, преобладает сельское население, занятое по преимуществу выращиванием ржи и картофеля. Большие площади по холмам занимают сосновые леса. В этом регионе  были созданы следующие природные парки: Высокий Флеминг ,  Флеминг и Нюте-Ниплиц, в которых основное внимание уделялось отдыху на природе, велосипедным и пешим прогулкам. Верхний Флеминг ( природный парк-заповедник площадью в 827 км²) был создан в 1998 году , близ Хагельберга.  

## История
Флеминг был заселён переселенцами-колонистами с Нижнего Рейна и Нидерландов в XII веке после образования в 1157 году марки Бранденбург, где им предоставлено было самоуправление и действовало «фламандское право». И своё название Флеминг получил от расселённых здесь в Средневековье фламандцев (лат. Flamingia), что означает «страна Фламинги, Флеминг».
Столетия Флеминг служил пограничьем, природным валом между немцами и славянами, а впоследствии — между курфюршеством Саксония и Бранденбургом. Ожесточённые сражения имели место здесь во время Наполеоновских войн и Освободительной войны в Германии 1813 года против французской оккупации. В 1815 году Флеминг полностью вошёл в состав королевства Пруссия.
В XVI столетии район Флеминг сыграл поворотную роль в мировой истории. Флеминг, и в особенности город Виттенберг (нем. Lutherstadt Wittenberg) — это колыбель протестантской Реформации. Именно здесь Мартин Лютер в 31 октября 1517 года, вместе со своим ассистентом и земляком Иоганном Шнейдером из Айслебена, прикрепили к дверям дворцовой церкви знаменитые 95 тезисов Лютера.
Имеет официальный номер D11.